# 德川秀忠
德川秀忠（日语：〔〕／ Tokugawa Hidetada，1579年5月2日—1632年3月14日），日本江戶幕府的第二代將軍，1605年至1623年在任（1616年至1632年實際掌權）。他是初代將軍德川家康三子，母親為側室西鄉局，幼名長丸。因為大哥松平信康早年1579年被迫切腹自盡，二哥結城秀康因其母出身低賤且為私生子，不為家康所喜，於1584年的小牧長久手之戰後，作為父親德川家康與羽柴秀吉達成議和的條件之一，以養子的身分（實際上是人質）交給秀吉，於是身為三男的秀忠便成為德川家的後繼者。

## 生平
天正七年四月初七日（1579年5月2日）德川秀忠出生於遠江國濱松城（今靜岡縣濱松市），是江戶幕府初代將軍德川家康三子，母親是側室西鄉局。
秀忠曾經和織田信雄的長女小姬訂親，甚至有在天正十八年（1590年）結婚之說，若只有婚約，在家康和信雄反目後就取消婚約。
文祿四年（1595年），經由豐臣秀吉安排，娶淺井長政三女阿江為妻。1600年參與關原之戰，卻因為在上田城被真田軍絆住，耽誤了參與主戰的時間，引起德川家康大怒。德川家康在1603年創立幕府後，為了幫毫無戰功與威名的秀忠鋪路，便在1605年將位置傳給秀忠，自稱「大御所」並移居駿府館，但是實權還是掌握在家康手上，到家康死前秀忠都只是名義上的大將軍而已。大坂之戰時與家康一同出戰，救出女兒千姬，滅豐臣家。大坂之戰前，據說極力主張對豐臣家用兵，以洗刷自己在第二次上田城之戰的恥辱。在消滅豐臣家以後，秀忠致力推行「武家諸法度」、「禁中並公家諸法度」等制度：一般公認秀忠的政治能力遠勝於其軍事上的才能。
元和二年（1616年），父親德川家康過世，享壽七十四歲。他正式掌握天下大權。為了有力統御大名，改易了福島正則等外樣大名，並建立御三家，同時嚴格對待朝廷，將五女德川和子嫁給後水尾天皇。為政風格上，起用了酒井忠世、土井利勝等人擔任幕府中樞的老中，發揮自己的領導風格。另一方面對家臣、親屬，甚至朝廷管制都相當嚴格，對外貿易僅限於平戶、長崎兩地。
元和九年三月五日（1623年），德川秀忠把將軍一職讓給長子德川家光，自己效法父親家康成為大御所退後掌握實權，在江戶城進行二元政治。最初是考慮隱居小田原城遙控政務，但最後是居住在江戶城的西之丸(現在的皇宮所在)。
1631年，因次子德川忠長多有亂行，命他隱居。從此之後身體健康狀況日益不佳，寬永九年正月二十四日（1632年3月14日）德川秀忠病逝於江戶城西之丸殿內，享年五十三歲，安葬於東京增上寺
。法號台德院，追贈正一位。

## 特徵與評價
根據德川實紀所示，排行老三的秀忠比起其他兄弟來說是唯一個性溫厚、具有文人氣息的子嗣。大哥松平信康生前就被認為是將才而深受父親家康喜愛，且接受其岳父織田信長的偏諱「信」字，代表對大哥的認可，二哥結城秀康是曾被羽柴秀吉稱讚其武勇過人的猛將，接受其養父秀吉的偏諱「秀」字，而四弟松平忠吉與其岳父德川四天王的井伊直政則在關原之戰迎戰使用捨奸戰法撤退的島津軍並擊殺了島津豐久，相對之下秀忠的軍事能力是較差的。
關原之戰中率領德川軍主力的秀忠強攻上田城，被真田昌幸成功地拖延步伐，戰略上造成了東軍的重大損失，而在大坂之役中的天王寺岡山之戰，其部隊更是由於秀忠的指揮不當而造成了很大的混亂。然而根據遺骨推定，秀忠身高約159公分，身上有多處的子彈傷痕，推測作戰時可能都身居第一線，所受傷都深入骨頭。
其高度的政治手腕，正是家康指定為繼承人的一大原因。海音寺潮五郎曾經如此形容德川三代：「家康是所有事自己決定，秀忠是一半自己決定，家光則全部仰賴重臣。」

## 親族

### 妻妾
- 御台所（正室，1591年歿）：春昌院小姬（織田信雄長女）
- 御台所（正室）：崇源院（淺井長政三女）

### 子女
- 於江與之方（妻 御台所）
  - 長女：千姬（天樹院）- 豐臣秀頼妻、後改嫁本多忠刻
  - 次女：珠姬（天徳院）- 前田利常妻
  - 三女：勝姬（天崇院）- 松平忠直妻
  - 四女：初姬（興安院）- 京極忠高妻
  - 長子：德川家光- 江戸幕府第三代將軍
  - 次子：德川忠長 - 駿府城主
  - 五女：德川和子（東福門院）- 後水尾天皇中宮
- 於靜之方（侍女）
  - 四子：保科正之 - 保科正光養子，後來成為會津松平家的始祖
- 家女房（侍女）
  - 子：德川長丸（長松丸，出生後九個月夭折）

### 養女
- 喜佐姬（1597年～1655年），秀忠的姪女，次兄結城秀康次女，長州藩藩主毛利秀就妻，法名龍昌院
- 千代姬（1597年～1649年），姪女登久姬（長兄信康長女，1576年~1607年）和信濃國飯田藩藩主小笠原秀政的次女，熊本藩藩主細川忠利妻，法名保壽院
- 瓶姫（？～1650年）秀忠的外甥下野國宇都宮藩藩主奧平家昌（長姐龜姬和美濃國加納藩藩主奧平信昌的長子）的長女，出雲國松江藩藩主堀尾忠晴妻，法名雲松院
- 振姬，秀忠的外甥女，二姐督姬和播磨國姬路藩藩主池田輝政之女，陸奧國仙台藩藩主伊達忠宗妻，法名孝勝院
- 龜姬（1617年～1681年），秀忠的外孫女，三女勝姬和越前國福井藩藩主松平忠直（結城秀康長子）的長女，高松宮好仁親王妻，法名寶珠院
- 勝姬（1618年～1678年），秀忠的外孫女，長女千姬和播磨國姬路新田藩藩本多忠刻的長女，備前國岡山藩藩主池田光政妻，法名元盛院
- 鶴姬（？～1635年），上野國館林藩藩主榊原康政女，播磨國姬路藩藩主池田利隆室，法名福正院
- 久姬，秀忠的堂弟美濃國大垣藩藩主久松松平忠良（父親家康的異父弟松平康元的長子）之女，筑前國福岡藩藩主黑田忠之妻，法名梅溪院
- 崇法院（1602年～1656年），秀忠的外甥女，長妹振姬和陸奧國會津藩藩主蒲生秀行的長女，出羽國丸岡藩藩主加藤忠廣妻，本名不詳
- 完子（1592年～1658年），本名完姬，從三位北政所，秀忠正室於江與和前夫丹波國龜山城主豐臣秀勝（豐臣秀吉的外甥）的長女，先是成為姨母淀殿的養女，後來成為秀忠的養女，嫁給九條幸家
- 小松姫：本多忠勝女兒、真田信之正室 （另一說法為德川家康的養女）
- 龜鶴姫：秀忠的外孫女，珠姬和前田利常女兒、森忠廣妻

## 登場作品
小說
- 德川秀忠之妻（河出書房新社、吉屋信子著）
- 德川秀忠（德間書店、戶部新十郎（日语：戸部新十郎）著）
- 德川秀忠：奠定三百年之基的男人（PHP研究所、百瀨明治（日语：百瀬明治）著）
- 小說 德川秀忠（学陽書房、童門冬二（日语：童門冬二）著）
- 宿命的兄弟：德川秀忠與結城秀康（學研、坂上天陽著）
- 德川秀忠與阿江（學研、星亮一（日语：星亮一）著）
- 德川秀忠與妻阿江：奠定江戶三百年之基的夫婦物語（PHP研究所、立石優（日语：立石優）著）
- 花與火之帝（講談社、隆慶一郎著）

影視劇
- 德川家康（1964年、NET、演：中尾純夫）
- 戰國太平記 真田幸村（1966年、TBS、演：尾上九朗右衛門（日语：尾上九朗右衛門 (2代目)））
- 戰國艷物語（日语：戦国艶物語#第三部・千姫編）（1969年、ABC、演：御木本伸介）
- 德川秀忠之妻（日语：徳川秀忠の妻）（1969年、CX、演：山口崇）
- 大坂城之女（日语：大坂城の女）（1970年、KTV、演：大塚国夫）
- 最後的樅木（日语：樅ノ木は残った (NHK大河ドラマ)）（1970年、NHK大河劇、演：中村又五郎（日语：中村又五郎 (2代目)））
- 柳生十兵衛（日语：柳生十兵衛 (1970年のテレビドラマ)）（1970年、CX、演：北澤彪（日语：北沢彪））
- 春之坂道（日语：春の坂道）（1971年、NHK大河劇、演：青山哲也）
- 柳生一族的陰謀（日语：柳生一族の陰謀#映画）（1978年、東映、演：田口直也）
- 柳生一族的陰謀（日语：柳生一族の陰謀#連続ドラマ）（1978年、KTV、演：有馬昌彦）
- 真田幸村的謀略（日语：真田幸村の謀略）（1979年、東映、演：小坂和之）
- 德川的女子們（日语：徳川の女たち）（1980年、CX、演：仲谷昇）
- 女太閤記（1981年、NHK大河劇、演：佐藤佑介（日语：佐藤佑介 (1959年生)））
- 關原（日语：関ヶ原 (テレビドラマ)）（1981年、TBS、演：中島久之）
- 戰國的女子們（1982年、CX、演：小林薰）
- 柳生新陰流（日语：柳生新陰流 (テレビドラマ)）（1982年、TX、演：荒木茂（日语：荒木しげる））
- 大奧（1983年、KTV、演：中村嘉葎雄）
- 女子們的大坂城（日语：女たちの大坂城）（1983年、NTV、演：潮哲也）
- 德川家康（1983年、NHK大河劇、演：勝野洋）
- 真田太平記（日语：真田太平記 (テレビドラマ)）（1985年、NHK水曜時代劇、演：中村梅雀）
- 獨眼龍政宗（1987年、NHK大河劇、演：勝野洋）
- 野風之笛（1987年、NTV、演：大出俊（日语：大出俊 (俳優)））
- 風雲江戶城 怒濤之將軍德川家光（日语：風雲江戸城 怒涛の将軍徳川家光）（1987年、TX、演：渥美国泰）
- 春日局（1989年、NHK大河劇、演：中村雅俊）
- 風雲!真田幸村（日语：風雲!真田幸村）（1989年、TX、演：小林芳宏）
- 女帝 春日局（日语：女帝 春日局）（1990年、東映、演：金田賢一）
- 宮本武藏（日语：宮本武蔵 (1990年のテレビドラマ)）（1990年、TX、演：福田健次）
- 德川武藝帳：柳生三代的劍（日语：徳川武芸帳 柳生三代の剣）（1993年、TX、演：蟹江敬三）
- 琉球之風（1993年、NHK大河劇、演：岸谷五朗）
- 德川之女（日语：徳川の女）（1997年、TX、演：吉田晃太郎）
- 家康最恐懼的人 真田幸村（日语：家康が最も恐れた男 真田幸村）（1998年、TX、演：倉田哲夫）
- 影武者德川家康（日语：影武者徳川家康#テレビドラマ (1998年・テレビ朝日版)）（1998年、ANB、演：市川右近（日语：市川右團次 (3代目)））
- 加賀百萬石：母子的戰國歷險（日语：加賀百万石 母と子の戦国サバイバル）（1999年、NHK、演：川野太郎）
- 葵德川三代（2000年、NHK大河劇、演：西田敏行）
- 武藏MUSASHI（2003年、NHK大河劇、演：中村獅童）
- 大奥 第一章（2004年、CX、演：渡邊一惠）
- 功名十字路（2006年、NHK大河劇、演：中村梅雀）
- 天下騷亂〜德川三代的陰謀（日语：天下騒乱〜徳川三代の陰謀）（2006年、TX、演：山下真司）
- 德川家康與三個女子（日语：徳川家康と三人の女）（2008年、EX、演：松村佑也）
- 柳生一族的陰謀（日语：柳生一族の陰謀#スペシャルドラマ）（2008年、EX、演：木谷邦臣）
- 天地人（2009年、NHK大河劇、演：中川晃教）
- 江～公主們的戰國～（2011年、NHK大河劇、演：向井理）
- 寧寧：女太閤記（2009年、TX、演：濱田學（日语：浜田学））
- 影武者德川家康（日语：影武者徳川家康#テレビドラマ_(2014年・テレビ東京「新春ワイド時代劇」)）（2014年、TX、演：山本耕史）
- 真田丸（2016年、NHK大河劇、演：星野源）
- 怎麼辦家康（2023年、NHK大河劇、演：森崎溫）

電玩遊戲
- 鬼眼狂刀
- 戰國無雙：真田丸（光榮、配音：半田裕典）